# Gui Patin

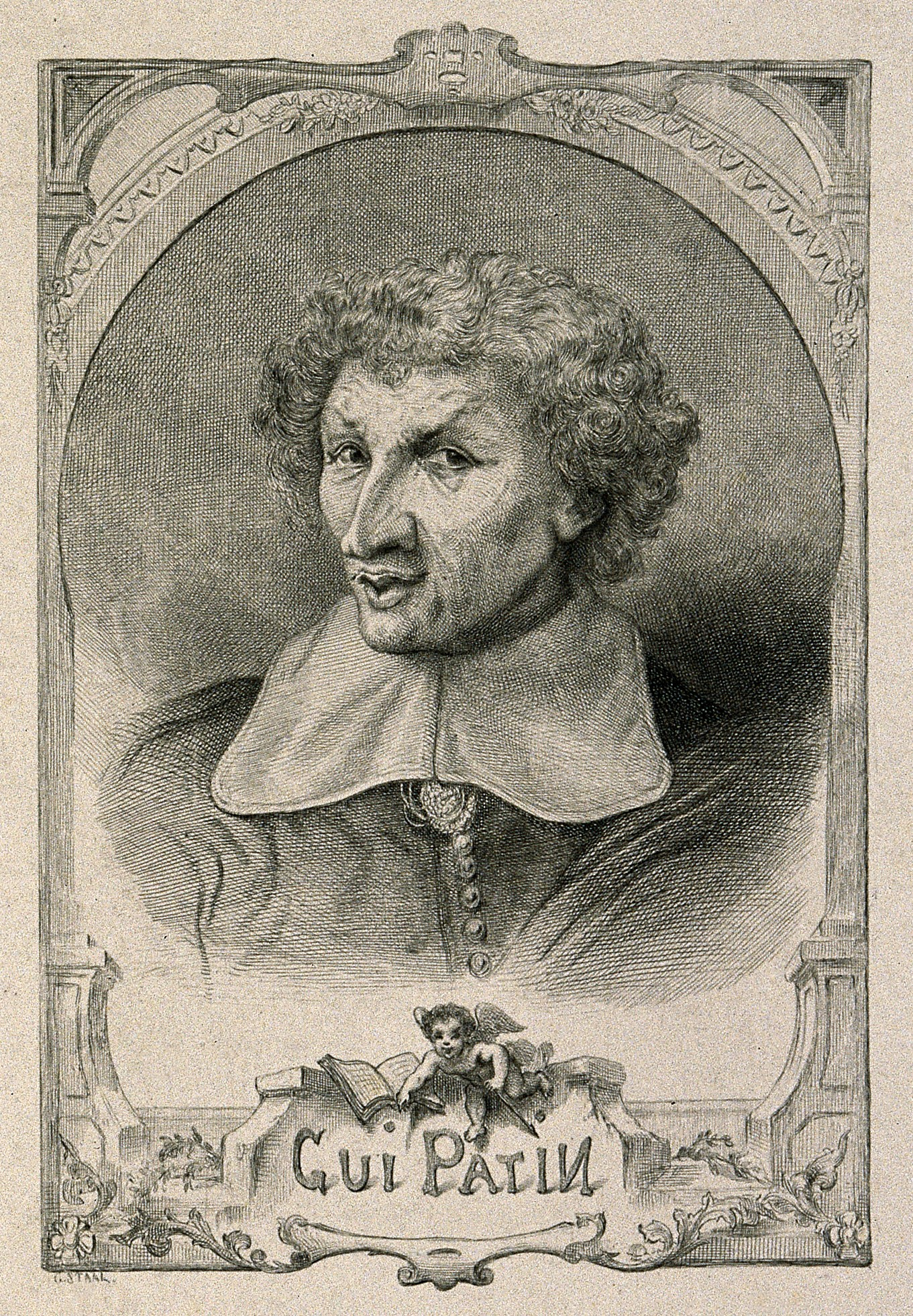
Gui Patin, ets van G. Staal

Gui Patin (Hodenc-en-Bray, 31 augustus 1601 - Parijs, 30 maart 1672) was een Frans arts, die naast wetenschappelijke werken ook een verzameling brieven (Lettres) schreef die een goed beeld schetsen van zijn tijd. Patin schreef zowel in het Frans als in het Latijn.
Patin werd geboren in Picardië en werd in 1624 doctor in de geneeskunde. Hij werd professor aan de faculteit geneeskunde van Parijs. Hij werd achtereenvolgens lector en decaan van de faculteit en schreef verschillende verhandelingen over de geneeskunde.